# Jacksonport, Arkansas
Jacksonport là một thị trấn thuộc quận Jackson, tiểu bang Arkansas, Hoa Kỳ. Năm 2010, dân số của thị trấn này là 212 người.

## Dân số
- Dân số năm 2000: 235 người.
- Dân số năm 2010: 212 người.